# Harley Orrin Staggers

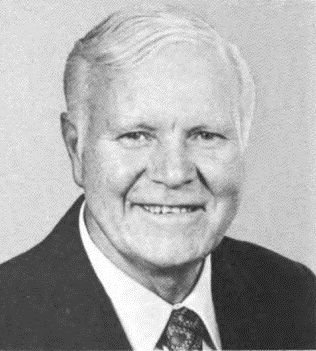
Harley Orrin Staggers (1977)

Harley Orrin Staggers (* 3. August 1907 in Keyser, Mineral County, West Virginia; † 20. August 1991 in Cumberland, Maryland) war ein US-amerikanischer Politiker. Zwischen 1949 und 1981 vertrat er den zweiten Wahlbezirk des Bundesstaates West Virginia im US-Repräsentantenhaus.

## Werdegang
Harley Staggers besuchte die öffentlichen Schulen im Mineral County. Danach war er bis 1931 am Emory and Henry College in Emory (Virginia), ehe er im Jahr 1935 seine Ausbildung mit einem Fernstudium an der Duke University beendete. Bereits zwischen 1931 und 1933 war er Lehrer für Naturwissenschaften und Sport an der Norton High School in Virginia. Danach übte er bis 1935 die gleiche Tätigkeit am Potomac State College aus. In den Jahren 1937 bis 1941 war er als Sheriff Polizeichef im Mineral County. In den Jahren 1941 und 1942 gehörte  er dem Straßenausschuss des Staates West Virginia an; 1942 leitete er in West Virginia für einige Zeit das Amt „Office Government Reports“, das Informationen über den Verlauf des Zweiten Weltkrieges veröffentlichte. Zwischen 1942 und 1946 diente Staggers beim Fliegerkorps der US-Marine. Dabei war er sowohl im Atlantik als auch im Pazifik eingesetzt.
Staggers war Mitglied der Demokratischen Partei und wurde 1948 als deren Kandidat im zweiten Distrikt von West Virginia in das US-Repräsentantenhaus in Washington, D.C. gewählt. Dort trat er am 3. Januar 1949 die Nachfolge des Republikaners Melvin C. Snyder an, den er bei der Wahl geschlagen hatte. Nachdem er bei den folgenden 15 Wahlen jeweils in seinem Amt bestätigt wurde, konnte Harley Staggers bis zum 3. Januar 1981 16 zusammenhängende Legislaturperioden im Kongress absolvieren. Zwischen 1965 und 1981 war er Vorsitzender des Committee on Interstate and Foreign Commerce. Während seiner Zeit im Kongress gab es unter anderem die Diskussion um die Bürgerrechtsbewegung, den Vietnamkrieg, den Kalten Krieg, die Watergate-Affäre und das Attentat auf US-Präsident John F. Kennedy. Außerdem wurden die Verfassungszusätze 22 bis 26 im Kongress beraten und verabschiedet.
Staggers brachte den Entwurf zum Staggers Rail Act ein, einem im Oktober 1980 von Präsident Jimmy Carter unterzeichneten Bundesgesetz zur umfassenden Deregulierung der amerikanischen Eisenbahnindustrie. Dies war das erste Mal in der amerikanischen Geschichte, dass der Name des Förderers des Gesetzes im Namen verankert wurde.
Im Jahr 1980 verzichtete Staggers auf eine weitere Kandidatur. Er zog sich aus der Politik zurück und verstarb im August 1991. Sein Sohn Harley Jr. war von 1983 bis 1993 ebenfalls Kongressabgeordneter des zweiten Wahlbezirks von West Virginia. Insgesamt hatte der ältere Staggart mit seiner Frau Mary Casey sechs Kinder.